# 舞鶴よかと
舞鶴 よかと（まいづる よかと）は、福岡県福岡市中央区舞鶴生まれのバーチャルYouTuber。

## 概要
20歳の「バーチャル博多っ子」として、地元の福岡・博多・天神エリアを盛り上げるべく、「おいっさー」を挨拶にハイテンションな活動を続けている。主に福岡市周辺の食べ物・イベントの紹介やゲーム配信など多岐に亘る内容の動画投稿や生配信を行っている。特に動画では舞鶴よかと本人が実際に食レポにする様子が見られる。また、ご当地VTuberユニット「日本烈島」のメンバーとしても活動している。
ファンの愛称は「よかとも」と呼ばれる。
Twitterにて舞鶴よかと本人が考案したハッシュタグをいくつか使用しているが、よかとも達が独自に作ったハッシュタグも存在し、その数は本人が考案した物も含め20以上にもなる。
キャラクターデザインはイラストレーターの「はなのすみれ」。はなのすみれはゲーム実況者としての経歴もあり、自身が描いたインコの2Dモデルを用いて彼女と共演したこともある。
また、公式マネージャーに「ほっさん」、プロデューサーに「おとなのひと」がいる。⇒2020年4月に新体制に移行し現在はマネージャーの「めがねくん」との２人体制となっている。
また、大分県のバーチャルYouTuberである理原ひなりと不定期に「KSYラジオ」と称した配信を行っている。

## 来歴
2018年
- 7月27日、YouTubeにて「よかとちゃんねる」を開設。
- 8月3日、チャンネルにて動画を初投稿。
- 8月31日、チャンネル名を「福岡グルメ三昧よかとちゃんねる」と改称。
- 10月11日、チャンネル登録者数が1000人を突破。
- 10月15日、KyushuWalkerチャンネルのコラボにて、「九州ウォーカー×よかとちゃんねる！博多弁VTuberが往く！九州・よかと・ウォーカー」の配信開始。。

2019年
- 5月19日、チャンネル登録者数が10000人を突破。
- 9月18日午前、YouTubeアカウントが何者かに乗っ取られたことを表明。YouTube、Googleアカウントにログイン出来ず、無関係なバラエティ番組が大量に投稿されてしまう。同日、「よかとプロジェクトサイバー犯罪対策福岡本部」という名の別アカウントを作成し、前アカウント復旧まではこのアカウントで動画を投稿する旨を発表。
- 9月26日、乗っ取られていた前アカウントが同日の朝方に「重大な違反のため停止」された旨を発表。
- 9月30日、大蔦エルのツタエルちゃんねるでの配信中に日本烈島の結成を発表。
- 10月3日、「よかとプロジェクトサイバー犯罪対策福岡本部」から「福岡バーチャルぶらり旅よかとプロジェクトR」へアカウント名を変えたうえで、復旧のめどが立たない前アカウントにて投稿された動画の再アップロードを開始。以降、全120本の動画のうち、37本目であるチャンネル登録者1200人突破記念の動画まで投稿が続けられた。

2020年
- 1月21日、スタッフによって、前アカウントが完全な形で奪還された。しかし、以降の活動は新アカウントで行われている。
- 4月18日、よかとプロジェクトが新体制に移行。プロデューサーの「大人の人」とマネージャーの「ほっさん」が勇退し、新マネージャーの「めがねくん」とスタッフの「Ｋさん」を加えて新たなスタートを切った。

2021年
- 4月10日、「よかとの日」配信で公式HPオープンを発表。動画・イベント・グッズなどの最新情報やおすすめの福岡情報満載のMAPなど様々なコンテンツを公開。。
- 4月14日、チャンネル登録者数が20000人を突破。
- 7月25日、自身初のオリジナルソング「ばってん！福岡！よかろうもん！？」を発表。
- 7月27日、舞鶴よかと活動３周年。
- 9月12日、 3周年記念企画の衣装デザインコンテストが開催され次の新衣装が決定！。

2022年
- 7月27日、舞鶴よかと活動４周年。

2023年
- 7月14日よりファン有志によって５周年を記念して福岡市内外で大々的な応援広告掲載企画が行われる。競輪協賛レース、駅や店舗へのポスター掲出、ステッカーバス運行などを実施。
- 7月27日、舞鶴よかと活動５周年。
- 同日に2曲目となるオリジナルソング「やぱぱぱにっく！」を発表。

2024年
- 2月1日、Youtubeチャンネル登録者3万人を突破。
- 2月6日、喉の不調の治療の為3月から一時声を出す活動を休止することを発表。
- 3月1日、休止期間に突入(Twitter他声を発さない活動は継続)。
- 6月8日、休止期間が終了し活動再開
- 7月27日、舞鶴よかと活動６周年。

## 出演

### テレビ番組
- のばん組（2018年11月23日[38]、BS日テレ）
- バリはやッ！(2019年2月4日、福岡放送)
- VTuberスター誕生 VV行こうぜ!（2019年7月20日、中京テレビ）[39]
- 月イチのてぇてぇTV（2019年9月27日[40]、BS日テレ）
- てぇてぇTV（2020年1月17日、BS日テレ）
- てぇてぇTV（2020年1月24日、BS日テレ）
- ボイメンジャパネスク (2020年7月17日、中京テレビ)
- てぇてぇTV（2020年8月7日、BS日テレ）
- 30秒でバズってください（2021年11月17日、東海テレビ）
- リミッター外してみませんか？にて撮影した工場動画が使用される（2023年5月5日、テレビ東京系）
- 新世界メタバースTV ご当地Vコーナー（2023年6月4日、テレビ朝日）
- ガールズケイリン革命！児玉選手との対談コーナー（2023年6月15日、BS日テレ）
- エンタテ!区〜テレビが知らないe世界〜（2019年12月4日～2025年5月現在 毎週水曜深夜放送中、RKB毎日放送）- 準レギュラー

### ラジオ番組
- 村上信五くんと経済クンへゲスト出演（文化放送：2020年9月19日放送回）[41]
- 櫻井浩二インサイトへゲスト出演（RKBラジオ：2020年10月13日放送回）[42]
- クラフトボスHOT Presents 推しプレゼン全国大会 アフタートーク radioへゲスト出演（日本放送：2020年11月23日放送回）[43]
- 日曜moR出演（RKBラジオ：2022年2月27日放送回）[44]
- Toitoitoiへ番宣出演（RKBラジオ：2022年3月29日放送回）[45]
- 爆笑問題の日曜サンデーへビデオメッセージ出演（TBSラジオ：2022年5月1日放送回）[46]
- 爆笑問題の日曜サンデーへゲスト出演（TBSラジオ：2023年4月16日放送回）[47]
- MusicCharge内Vスプラッシュコーナーへゲスト出演（interfm：2023年6月12日放送回）[48]
- 白岳KAORU研究所へマンスリーゲスト出演（RKBラジオ：2023年6月6日～6月26日までの毎週月曜放送回）[49]
- 「AWA SONIC」（RKBラジオ、2024年7月15日(14日深夜) - 2024年9月30日(29日深夜)まで、第2・4月曜(日曜深夜) 0:30 - 1:00）～レギュラーMCとして放送
- 舞鶴よかとの「ここが!福岡!よかろうもん!?」（RKBラジオ、2022年4月4日(3日深夜) - 、第1・3月曜(日曜深夜) 0:30 - 1:00）～冠レギュラー放送中

### イベント
- ナゴヤVTuberまつり（中京テレビまつり2019内、2019年6月2日）[50] Youtube
- ゼロパ！Vol.2（2019年7月19日）[51]
- ウイニングイレブン2019国体福岡県代表決定戦（2019年8月3日）[52] Youtube
- バッジ×ガクブチ展（2019年8月31日）[53]
- わくわく！Vtuberひろば（2019年9月7日）[54]
- バーチャルバーテンダーよかとバー（2019年9月27日）[55]
- FAVRIC (Rookies Runway)（2019年9月29日）[56]
- VTuberハッカソン全国ツアー2019【福岡大会】（2019年11月16日）[57]Youtube
- ナゴヤVTuberまつり（第2弾、2019年12月15日）[58]
- バーチャルスナック in AKIHABARA（2019年12月24日）[59]
- コミックマーケット97（2019年12月31日）[60]
- 配信版わくわく！Vtuberひろばすぺしゃる♪（2020年7月4日）[61]
- VILLS vol.1（2020年7月19日）[62]
- Life Like a Live！(えるすりー)（2020年9月22日）[63]
- バーチャル劇団MOAI（2020年9月26日～9月27日）[64]
- RKBラジオまつり2020（2020年10月18日）
- わくわく！Vtuberひろば おんらいん vol.04（2020年12月12日）
- VILLS vol.2（2021年3月21日）
- ALLELOSPHERE REV.01 DAY5（2021年7月25日）
- バーチャルOKINAWA OPEN記念ライブ ゲスト出演（2021年8月5日）
- OTAKUSHON（2021年8月21日）
- 一万人のエイサー踊り隊2021オンラインINバーチャルOKINAWA（2021年9月4日）
- VILLS vol.3（2021年12月19日)
- りなかる！Vol.6 | りなブイ VTuber展 in かのや MC（2022年1月9日）
- 聖☆ねっとおしゃべりフェス（2022年2月）
- わくVオンラインVol.16 トークショー＆わんおんわん出演（2022年3月）
- どんたく博多デー PayPayドームでのトークイベント出演（2022年4月）
- 博多マルイ(OIOI)よかと----く出演（2022年7月）[65]
- レンズ越しのVirtual出演（2022年8月）[66]
- 福岡チャレパ1周年イベント出演（2022年8月）[67]
- RKBカラフルフェス2022内 VTuberおしゃべりCafe出演（2022年10月）[68]
- おしゃべりフェスin超会議2023（2023年4月）[69]
- OTAKUSHON2023出演(カナダのイベント)（2023年8月）[70]
- RKBカラフルフェス2023内 VTuberおしゃべり天国出演（2023年10月）[71]
- チロルフェス会場のメインモニターにて動画上映（2023年10月）[72]
- ソフィア祭(上智大学祭)VTuber研究会公式配信出演（2023年11月）[73]
- 日テレイマジナリウム参加（2023年12月～2024年3月）[74]
- わくVオンラインVol.37 トークショー＆わんおんわん出演（2023年12月）[75]
- 日テレイマジナリウムライブ「ひらいとよかととイオリのおしゃべり音楽祭」出演（2024年1月）[76]
- 日テレイマジナリウムライブ「Thank You！日テレイマジナリウム」出演（2024年2月）[77]
- 博多マルイ(OIOI)にて開催の舞鶴よかと6周年イベント出演（2024年7月）[78]
- ハコトレVにトレーナーとして出演（2024年8月）[79]
- VTuber School on Parade!!に出演（2024年10月）[80]
- ハコトレV第二弾にトレーナーとして出演（2024年11月）[81]
- スーパースピンズ福岡PARCO店にて開催のVVW(VIRTUAL VINTAGE WORKSHOP)トークショウ出演（2025年2月）[82]
- VVW内ハコトレV第三弾にトレーナーとして出演（2025年2月）[83]
- HUB福岡大名店にて開催のメタのみに出演（2025年3月）[84]

### 声優
- 西日本新聞 あなたの特命取材班 CMナレーション（2019年4月）[Youtube]
- 超将棋 王手ボイス（2022年5月）[85]
- 神域Streamerリーグ 福岡パブリックビューイング 会場ナレーション（2022年5月～2022年9月）[86]
- 西鉄ストア ユナイトカード CMナレーション（2022年8月）[Youtube]
- RKBラジオ さえのわっふる ジングル担当（2022年9月～）[87]
- 神域リーグ2023 福岡パブリックビューイング 会場ナレーション（2023年5月～）[88]

### ゲーム
- 恋愛ゲーム「制服カノジョ」に本人役で登場（2024年2月）[Youtube]
- 恋愛ゲーム「制服カノジョ2」に本人役で登場（2025年1月）[ENTERGRAM公式HP]

### 演劇
- 劇団ガラパゴスダイナモス ひとん家で騒ぐな 前説・本編に登場（2023年9月）[89]
- 劇団ガラパゴスダイナモス 見上げんな！ 前説・本編に登場（2025年4月）[90]

### 漫画出演
- サンデーＧＸ10月号／第8巻「サバゲっぱなし」46話（Vtuber回）
- マンガクロス「博多弁の女の子はかわいいと思いませんか？」57話/第4巻（Vtuber回）[91]
- ニュータイプ編集部「地元が最高で最強！～ご当地VTuberアンソロジー～」[92]

### 書籍掲載
- VTuber怪談【配信不可】だけど聞いてほしい【恐怖体験】[93]
- ご当地VTuber図鑑[94]

### 雑誌掲載
- VTuberスタイルvol.1[95]
- VTuberスタイルvol.3[96]
- VTuberスタイル5月号[97]
- VTube MODE[98]
- DIME 12月号[99]
- VTube MODE vol.3[100]
- VTuberスタイル9月号[101]
- VTuberスタイル10月号[102]

## タイアップ
- 博多一風堂（2018年9月）[103] Youtube
- 九州ウォーカー（2018年11月～）[104]Youtube
- 100円楽譜サイトリズムピアノ（2019年5月）[105]Youtube
- ソフマップ コミックマーケット97企業ブースにてコラボグッズ販売（2019年12月）
- たまごけん福岡天神店 公式アンバサダー（2020年6月～）
- 明太子のふくや（2021年1月）
- 株式会社オルツ クローンカンファレンス パネルディスカッション司会（2021年3月）
- 久留米競輪第27回中野カップレース応援大使（2021年5月）
- 株式会社オルツ AIモデレーターオンライン発表会ゲスト（2021年5月）
- 福岡ソフトバンクホークス E・ZO FUKUOKA コラボカフェ（2021年6月）
- どんどん亭公式オリジナルソング「TEPPAN!!-どんどん亭のテーマ-」ボーカル（2021年10月）
- 日本郵便株式会社 舞鶴よかと切手＆レターセット発売（2021年12月）
- 宝山酒造 舞鶴よかとコラボ酒「破壊酒」発売（2021年12月）
- マルイ(OIOI) コミックマーケット99企業ブースにてマルイノアニメ×O-Cityコラボ ホロモデル販売（2021年12月）
- 居酒屋骨付きカルビ「凪翔」 福岡グルメVUber企画にて紹介 (2022年1月)[106] Youtube
- 博多マルイ(OIOI) × 福岡ソフトバンクホークス ホークス公式VTuberうみひなとコラボで展示ブース設置（2022年4月）
- 福岡ソフトバンクホークス どんたく博多デーイベントにて公式VTuberうみひなとコラボでトークイベント＆グッズ販売（2022年4月）
- 久留米競輪第28回中野カップレース応援大使（2022年6月）[107]
- エースコックわかめラーメンパッケージコラボ（2022年6月）[108]
- 宝山酒造 舞鶴よかとコラボ酒 第二弾「よかと四昧」発売（2022年7月）[109]
- 博多マルイ(OIOI)舞鶴よかとPOP UP SHOP（2022年7月）[110]
- オタクBAR ARISEコラボ（2022年7月）[111]
- メイドカフェ天神Styleコラボ（2022年7月）[112]
- 西鉄ストアCMナレーション起用（2022年8月）[113]
- SUSHI TOP MARKETING.エンタテ!区内で音響透かし技術を用いたNFT配信（2022年9月）テレビ業界では日本発の試み[114]
- 株式会社マツモト 販促エキスポ内の配布サンプル紙袋コラボ（2022年9月）[115]
- 小倉北警察署コラボ 防犯啓発動画を市内のモニターで放送（2022年10月）[116]
- 小倉競輪 GoTo競輪祭に参加 現地タイアップ（2022年11月）[117]
- シロヤベーカリーコラボ GoTo競輪祭の企画でタイアップ（2022年11月）[118]
- メイドカフェ天神Styleコラボ第二弾（2022年12月）[119]
- PRIROLLよりコラボマカロン発売（2023年2月）[120]
- チロルチョココラボ（2023年3月）[121]
- ジョイフルコラボ商品発売（2023年3月）[122]
- 株式会社MATRIXのメタバースｘAIウェビナーにゲスト参加（2023年3月）[123]
- チロルチョココラボ第二弾（2023年4月）[124]
- ドゲンジャーズメトロポリス公式ミラー配信（2023年4月～6月）[125]
- 久留米競輪第29回中野カップレース応援団就任（2023年6月）[126]
- アパレルブランドFavoritからやぱぱぱにっくフライトジャケット発売（2023年7月）[127]
- 長浜屋台街明太中毒とのキャンペーン（2023年9月）[128]
- ソシャゲ「エレメンタルストーリー」の宣伝大使に就任（2023年10月）[129]
- 博多マルイ(OIOI)舞鶴よかとPOP UP SHOP（2024年7月）[130]
- オタクジムClaraコラボ（2025年1月）[131]
- 福岡県久留米市コラボ（2025年2月）[132]
- 九州国立博物館はにわ展コラボ(2025年4月）[133]
- どんどん亭コラボCM放映(2025年4-6月）[134]
- 伊都キングコラボ(2025年4月）[135]